# Антериво
Антериво (итал. Anterivo) је насеље у Италији у округу Болцано, региону Трентино-Јужни Тирол.
Према процени из 2011. у насељу је живело 226 становника. Насеље се налази на надморској висини од 1221 м.

## Становништво
Према резултатима пописа становништва 2011. у општини је живело 383 становника.
| 1931. | 1936. | 1951. | 1961. | 1971. | 1981. | 1991. | 2001. | 2011. |
| ----- | ----- | ----- | ----- | ----- | ----- | ----- | ----- | ----- |
| 466   | 403   | 435   | 456   | 456   | 400   | 395   | 18    | 383   |